# Arma (Kansas)
Pour les articles homonymes, voir Arma.
Arma est une municipalité américaine située dans le comté de Crawford au Kansas.
Lors du recensement de 2010, sa population est de 1 481 habitants. La municipalité s'étend alors sur une superficie de 1,14 mille carré (2,95 km2), dont 0,02 mille carré (0,05 km2) d'étendues d'eau.
La localité est fondée en 1886 sous le nom de Rust ; il s'agit alors d'un camp pour les travailleurs des mines de charbon alentour. Elle est renommée en l'honneur de William F. Armacost, propriétaire terrien local, puis devient une municipalité le 18 mai 1909.